# Takashi Shimoda
Takashi Shimoda (下田 崇?, Shimoda Takashi; Hiroshima, 28 novembre 1975) è un allenatore di calcio ed ex calciatore giapponese, di ruolo portiere, preparatore dei portieri della nazionale giapponese.

## Carriera
Ha militato sempre nel club della sua città, il Sanfrecce, già dal 1994. È diventato titolare nella stagione 1998, perdendo il posto nella stagione 2008 rimpiazzato da Akihiro Satō.

## Palmarès

### Club

#### Competizioni nazionali
- J. League Division 2: 1

Sanfrecce Hiroshima: 2008
- Supercoppa del Giappone: 1

Sanfrecce Hiroshima: 2008

### Individuale
- Premio Fair-Play del campionato giapponese: 1

2004